# Tsugaru
Tsugaru (つがる市 -shi) é uma cidade japonesa localizada na província de Aomori.
Em 2003 a cidade tinha uma população estimada em 39 999 habitantes e uma densidade populacional de 158 h/km². Tem uma área total de 253,85 km².
Recebeu o estatuto de cidade a 11 de Fevereiro de 2005.

## Cidade-irmã
- Bath, Estados Unidos (2006)